# Euclea (växtsläkte)
Euclea är ett växtsläkte i familjen ebenholtsväxter. Dess arter förekommer framför allt i Afrika.

## Arter
Släktet har 16 accepterade arter:
- Euclea acutifolia
- Euclea angolensis
- Euclea asperrima
- Euclea coriacea
- Euclea crispa
- Euclea dewinteri
- Euclea divinorum
- Euclea lancea
- Euclea natalensis
- Euclea neghellensis
- Euclea polyandra
- Euclea pseudebenus
- Euclea racemosa
- Euclea sekhukhuniensis
- Euclea tomentosa
- Euclea undulata